# Jasper megye (Indiana)
Jasper megye az Amerikai Egyesült Államokban, azon belül Indiana államban található. Megyeszékhelye és legnagyobb városa Rensselaer. Lakosainak száma 32 918 fő (2020. április 1.). Jasper megye Porter, Lake, Newton, Benton, LaPorte, Starke, Pulaski és White megyékkel határos.

## Népesség
A megye népességének változása:
| Lakosok száma | 33 499 | 33 383 | 33 442 | 33 389 | 33 470 | 32 918 |
|               | 2010   | 2011   | 2012   | 2013   | 2015   | 2020   |